# Il cittadino si ribella
Il cittadino si ribella è un film poliziesco all'italiana del 1974, diretto da Enzo G. Castellari.

## Trama
Tre ladri entrano in un appartamento ed iniziano a buttare all'aria tutto il mobilio in cerca di denaro e preziosi; non avendo trovato nulla, distruggono gli arredi e appiccano il fuoco, non risparmiando neanche una cornice al cui interno c'è un manifesto con su scritto "Italiani ribellatevi".
Genova: Carlo Antonelli, un ingegnere quarantenne, si reca all'ufficio postale per ritirare un pacco in contrassegno per il quale dovrà pagare la somma di oltre un milione di lire: mentre sta contando i soldi davanti al cassiere, entrano dei rapinatori che immobilizzano la guardia giurata e compiono una rapina nell'ufficio postale, Carlo, avendo appoggiato i soldi sullo sportello, prova a riprenderseli per metterli al sicuro ma, proprio in quell'istante, uno dei rapinatori lo vede e lo malmena.

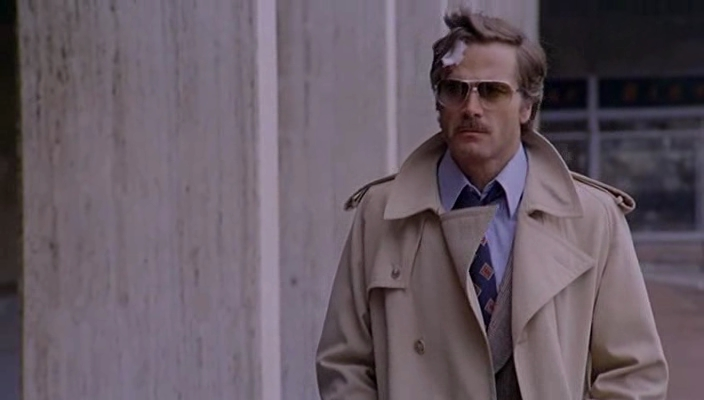
Franco Nero in una scena del film

Una cassiera suona l'allarme e i rapinatori fuggono, prendendo proprio l'ingegnere come ostaggio a bordo di un'Alfa Romeo bianca. In automobile i banditi, toltisi i passamontagna, incominciano a picchiare selvaggiamente Carlo. Le auto della polizia li inseguono, ma senza riuscire a bloccarli. L'auto viene abbandonata fra alcuni containers all'interno del porto, con l'ingegnere a bordo frastornato e sanguinante, che viene trasportato all'ospedale e successivamente in commissariato. Qui farà regolare denuncia, e avrà un battibecco con il commissario, sostenendo la tesi che il cittadino non è per nulla tutelato.
Tornato a casa sua, nel salotto si trova una cornice al cui interno c'è il manifesto "Italiani ribellatevi", scritto da suo padre durante l'occupazione tedesca nella seconda guerra mondiale, e che costò a quest'ultimo la vita. L'ingegnere è sempre più frustrato e deluso, e non essendo per nulla soddisfatto delle indagini svolte dalla polizia, a suo avviso molto superficialmente — decide di indagare per conto suo, ed inizia a frequentare gli ambienti malfamati del porto di Genova, non senza rischi per la sua persona. Tamponato da alcuni malviventi che lo invitano a farsi gli affari suoi, il protagonista si assenta dal lavoro e, con una fotocamera, inizia ad analizzare i movimenti di tre scippatori fotografandoli durante un colpo, e a ricattarli successivamente. Riuscirà ad entrare in contatto con uno dei tre, Tommy, a cui chiederà di procurargli delle armi per la vendetta. Tommy tenterà prima di truffare l'ingegnere ma poi i due diventano amici. Tommy proverà ad aiutare Carlo nella ricerca dei tre banditi della rapina alle poste, tuttavia viene  scoperto da questi ultimi e viene costretto ad attirare l'ingegnere in una trappola dove ad attenderlo ci saranno gli altri tre delinquenti che picchiano e sequestrano Carlo. Tommy, che sembra essere buono e vorrebbe cambiare vita, aiuta Carlo a fuggire e collabora con lui. Carlo simula perfino il suo rapimento allo scopo di richiamare l'attenzione dell'opinione pubblica riguardo alla lentezza e alla macchinosità della giustizia.
Alla fine, Carlo in un conflitto a fuoco riuscirà ad avere la sua vendetta eliminando i banditi ma, prima di avere la meglio su tutti, questi ultimi uccidono barbaramente il povero Tommy, ormai diventato alleato di Carlo. Tommy muore tra le braccia dell'amico. Il commissario di Polizia, però, farà firmare a Carlo una dichiarazione nella quale smentirà tutto quanto reso noto durante il suo finto rapimento, e ciò “al fine di non fomentare altre persone a farsi giustizia da se”.
Al momento di uscire dal commissariato per tornare a casa, Carlo scorge un uomo che ha appena subito una rapina e che minaccia anch'egli di farsi giustizia da solo «perché la gente è stufa, stufa...» infondendo in lui una certa speranza.

## Distribuzione
Distribuito nei cinema italiani il 17 settembre 1974, Il cittadino si ribella ha incassato complessivamente 1.723.405.000 lire dell'epoca.

## Accoglienza

### Critica
A proposito del film Il Giorno scrive: «Siamo al manierismo della violenza. Con scazzottate e pestaggi visti al rallentatore, urla strazianti di gente che sta per morire crivellata di colpi amplificate e spezzettate dall'effetto eco elettronico. Chi ama questo genere di cose è servito».
Il Messaggero, a firma di Guglielmo Biraghi: «Il regista Enzo Castellari si è preoccupato soprattutto d'infondere all'azione un senso di violenza scatenata: quasi che si trattasse di un “western”. E in realtà, fino a quando i personaggi non hanno ancora perso credibili dimensioni umane, il racconto ha un suo efficace dinamismo che si traduce in sequenze di notevole aggressività.»
Claudio Quarantotto, invece, su Il Borghese fa leva sul tentativo del regista di accaparrarsi le simpatie anche della sinistra del tempo: «Castellari, cercando prudentemente di coprirsi a sinistra, tira in ballo anche la resistenza per difendere la ribellione del suo cittadino. Siamo, invece, soltanto di fronte a film che costituiscono un sintomo e un segnale d'allarme, rappresentando i pericoli della degenerazione anarchica della società permissiva, dell'impotenza o addirittura dell'estinzione dello Stato (invocata e programmata dal marxismo) che porta prima al Far West, con i suoi sceriffi e i suoi banditi, poi alla giungla e all'homo homini lupus».
Paolo Mereghetti ne Il Mereghetti. Dizionario dei film (2002): Voto **
«Castellari possiede una tecnica notevole, il senso dell'azione e dell'amplificazione espressiva: ma non bada alle ovvietà e agli scompensi della sceneggiatura di Massimo De Rita e Dino Maiuri. [...] Uno dei poliziotteschi più visti all'epoca: un miliardo e settecento milioni di incasso».

## Colonna sonora
La colonna sonora è stata composta da Guido e Maurizio De Angelis, noti per aver composto svariate musiche per film polizieschi italiani degli anni settanta tra cui La polizia incrimina, la legge assolve e Roma violenta. I brani sono i seguenti:
1. Il cittadino si ribella (Main Titles)
2. Goodbye My Friend (Slow Version)
3. Drivin' All Around (Instr. Version)
4. Goodbye My Friend (Rock Version)
5. Goodbye My Friend (Slow Version #2)
6. Il cittadino si ribella (Main Theme Reprise)
7. Goodbye My Friend (Vocal Version)
8. Goodbye My Friend (Slow Version #3)
9. Il cittadino si ribella (Country Mood)
10. Goodbye My Friend (Rock Version #2)
11. Drivin' All Around (Instr. Version #2)
12. Goodbye My Friend (Rock Version #3)
13. Drivin' All Around (Vocal - Single Version)
14. Il cittadino si ribella (Main Theme Reprise #2)
15. Goodbye My Friend (Rock Version #4)
16. Goodbye My Friend (Vocal - Single Version)

### Curiosità
- Il brano Goodbye My Friend è stato utilizzato anche nel film Faster di George Tillman Jr.
- La canzone che si sente nella scena ambientata nel bar è Dune Buggy degli Oliver Onions (da Altrimenti ci arrabbiamo), ovvero Guido e Maurizio De Angelis, che firmano la colonna sonora de Il cittadino si ribella. Quindi una divertente autocitazione.